# Aeropuerto Internacional de Nausori
El Aeropuerto Internacional de Nausori (código IATA: SUV, código OACI: NFNA) también conocido como Luvuluvu, es el segundo aeropuerto más importante de Fiyi. Está situado en Nausori, en el lado sureste de Viti Levu (la isla principal de Fiyi). El aeropuerto está situado a unos 23 km de la capital Suva.
Se está elaborando un plan de 20 años para el aeropuerto, que incluirá una remodelación y modernización completa del mismo, creando una instalación para los pasajeros internacionales y un centro de actividad para Fiyi.
En un momento, Air Pacific (actualmente Fiji Airways) tenía su sede en la propiedad del aeropuerto.

## Aerolíneas y destinos
| Aerolíneas                         | Destinos                                                                                            |
| ---------------------------------- | --------------------------------------------------------------------------------------------------- |
| Fiji Airways                       | Sídney                                                                                              |
| Fiji Airways operado por Fiji Link | Apia, Cicia, Funafuti, Kadavu, Koro, Labasa, Lakeba, Nadi, Savusavu, Taveuni, Vanua Balavu, Vunisea |
| Northern Air                       | Gau, Koro, Labasa, Laucala, Levuka, Moala, Nadi, Rotuma, Savusavu, Taveuni                          |